# Ramal ferroviario Bahía Blanca-Neuquén-Zapala
El Ramal Bahía Blanca - Neuquén - Zapala pertenece al Ferrocarril General Roca, Argentina.
Es uno de los componentes más importantes y conocidos del Sistema Ferroviario en la Patagonia Argentina. Tuvo carácter público y su funcionamiento se desarrolló en forma integrada a la red ferroviaria. Gracias a esta ventaja el ferrocarril tuvo la posibilidad que sus cargas y pasajeros tengan conexión directa con Capital Federal, el segundo gran centro urbano de Sudamérica.  
Es uno de los pocos ramales argentinos concebidos por razones estratégicas militares ante las recurrentes dificultades limítrofes planteadas entre Argentina y Chile que hacían avizoraban algún futuro enfrentamiento bélico, y la consecuente necesidad de contar con una vía de comunicación rápida. El importante ramal fue ejecutado por la empresa ferroviaria Ferrocarril Sud ante el pedido del gobierno nacional a cambio de una excepción impositiva. Luego de zanjado el conflicto internacional con el Tratado de límites de 1881 el gobierno del General  Roca logró el dominio efectivo y se descartó la guerra. Recién en década de 1920 es exitoso transportando productos frutícolas. De esta manera, el ramal Bahía Blanca Neuquén pensado con criterios militares, devino en una línea dedicada al transporte de producciones agrarias.
El ramal estuvo a punto de volverse el Ferrocarril Trasandino Sur, proyecto hoy abandonado políticamente.

## Ubicación
Partiendo de la ciudad de Bahía Blanca, el ramal atraviesa 741 km por las provincias de Buenos Aires, La Pampa, Río Negro y Neuquén.

## Servicios
Los servicios de pasajeros entre las cabeceras Plaza Constitución con Neuquén y Zapala cesaron el 10 de marzo de 1993. En la actualidad se encuentran activos servicios de larga distancia en el tramo entre Constitución y Bahía Blanca y el Tren del Valle, un servicio de cercanías en Neuquén.
El servicio llamado Estrella del Valle o Zapalero, realizaba diariamente el recorrido desde Constitución (vía General La Madrid) a Neuquén, en un tiempo de 25 horas con 41 minutos.
La red de carga es operada por la empresa Ferrosur Roca.

## Historia
Durante la década de 1890, la compañía Ferrocarril del Sud, extendía el ramal del ferrocarril desde Bahía Blanca a Cipolletti. El 1 de octubre de 1897 se extendía hasta Río Colorado, para el 1 de julio de 1898 avanzaba hasta Choele Choel, y el 1 de junio de 1899 se inauguraba el ramal hasta Cipolletti.
En 1901 se construye el puente ferroviario, comunicando la margen este y oeste del río Neuquén; fue construido con materiales traídos de canteras de la Provincia de Buenos Aires y se utilizó aire comprimido para los pilares y cimientos lo que lo convirtieron una de las obras de ingeniería más importantes en la región.
En 1902 la máquina de vapor 205 cruzó hasta Confluencia (actual ciudad de Neuquén), que era en la época un caserío y solo se podía cruzar en balsa; y en 1913 llegó a Zapala.
El 25 de junio de 1910 se habilitó el ramal desde Parada Limay (actual Cipolletti) hasta la zona de Barda del Medio, permitiendo el traslado de equipos, material y personas para la construcción del Dique Ballester.
Las estaciones fueron un referente para los asentamientos poblacionales. Ingeniero Huergo, Villa Regina y Cipolletti tuvieron como fecha de inauguración el día que habilitaron la estación. Las locomotoras se abastecían de carbón proveniente de las minas de Auca Mahuida ubicadas en la Provincia del Neuquén.
A partir de los 1930, se empezó a expedir directamente la producción frutícola de la zona, hacia Buenos Aires. 

### Estatización
En 1948 Juan Domingo Perón estatizó los ferrocarriles ingleses y este ramal pasó a llamarse Ferrocarril Nacional General Roca. El Estrella del Valle o Zapalero iba de Zapala a Bahía Blanca tres veces por semana.

### Decadencia
En 1985, el Congreso sancionó la Ley 23.253, que establece la construcción de un ramal ferroviario entre Zapala y el límite con Chile, continuando con el trazado proveniente de Bahía Blanca. Este proyecto, conocido como Ferrocarril Transandino del Sur, permitiría conectar con los ferrocarriles chilenos en la comuna de Victoria, uniendo los puertos de Bahía Blanca (Argentina) y Talcahuano (Chile).
En la primavera del año 1986, durante el gobierno de Raúl Alfonsín deja de circular el tren de cargas desde Barda del Medio a Cinco Saltos y en junio de 1993 se realiza el último viaje del tren carguero desde Cinco Saltos a Cipolletti; ésta formación estaba compuesta por 45 vagones cisternas y vagones de carga completos con productos químicos de la empresa Indupa S.A.

### Nuevo milenio
Durante el invierno de 2015 fue reparado el puente ferroviario sobre el Río Neuquén y fue reacondicionada la Estación Neuquén. El primer tramo del servicio fue inaugurado el 21 de julio de 2015. Formó parte del Plan Operativo Quinquenal 2016-2020 del Ministerio de Transporte de la Nación. En 2015 se inauguró el Tren del Valle, entre Cipolletti y Neuquén.

## Actualidad
En marzo de 2021 se anunció la extensión a Plottier, y la construcción de seis apeaderos intermedios entre Neuquén y Plottier.
Este anuncio, se rubricó en los primeros días de abril de 2021.

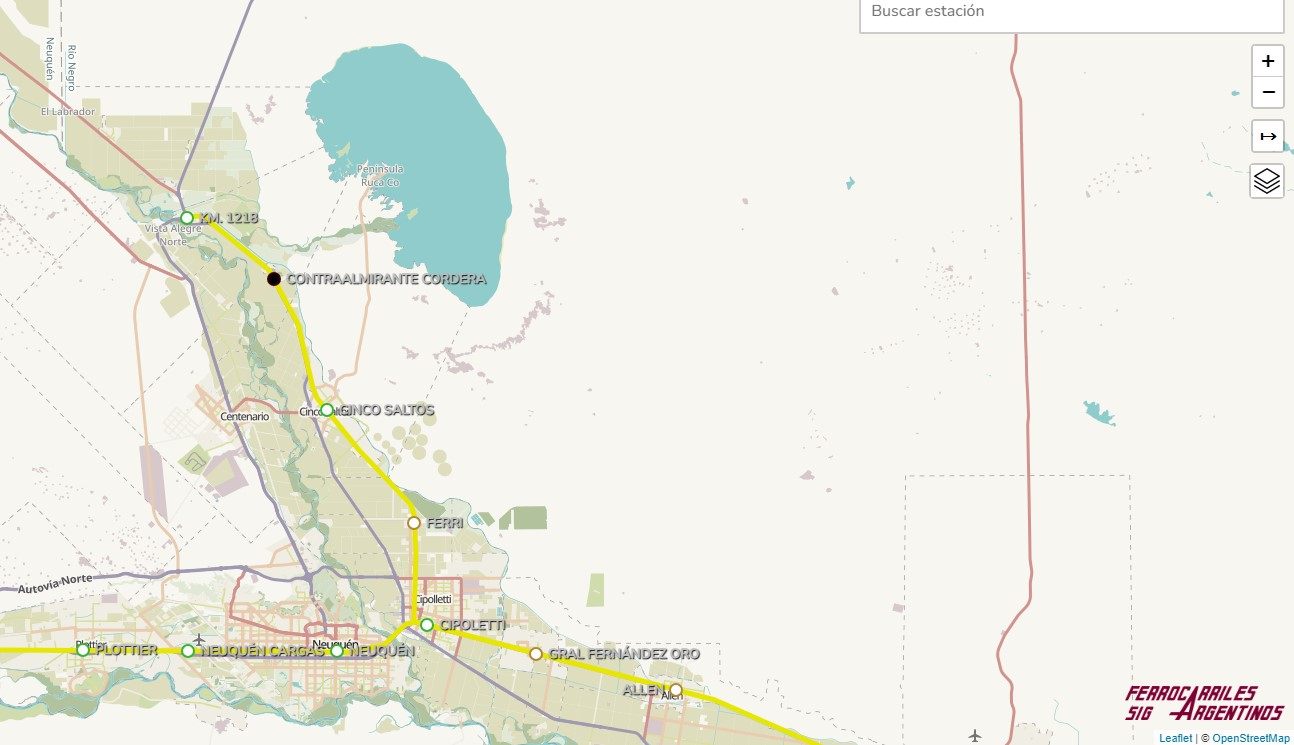
Mapa del Ramal Ferroviario Cipolletti-Barda del Medio, el único ramal anexo de este ferrocarril en un mapa actual con sus principales puntos.

## Imágenes

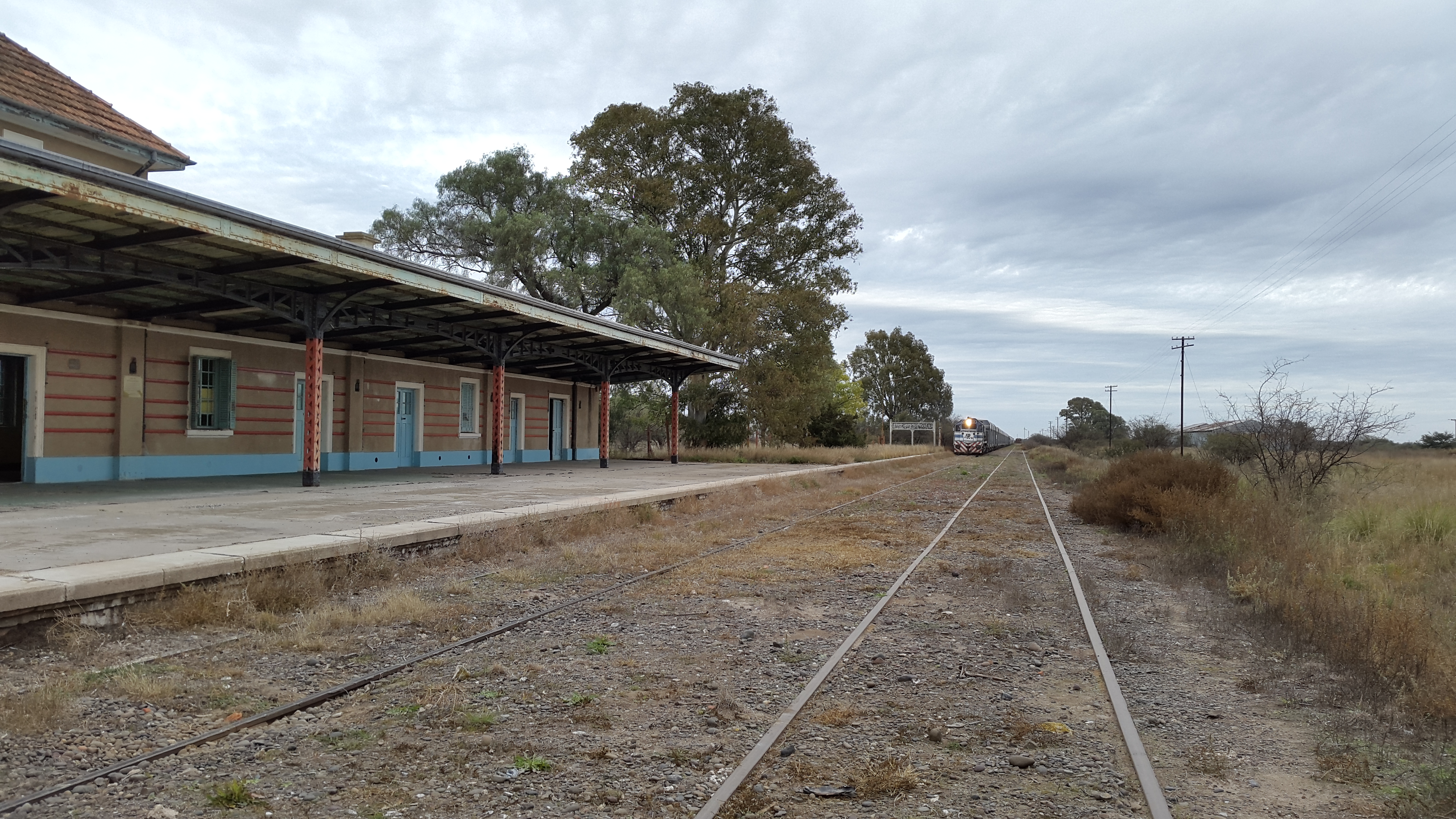
Andén de la estación y paso del tren.
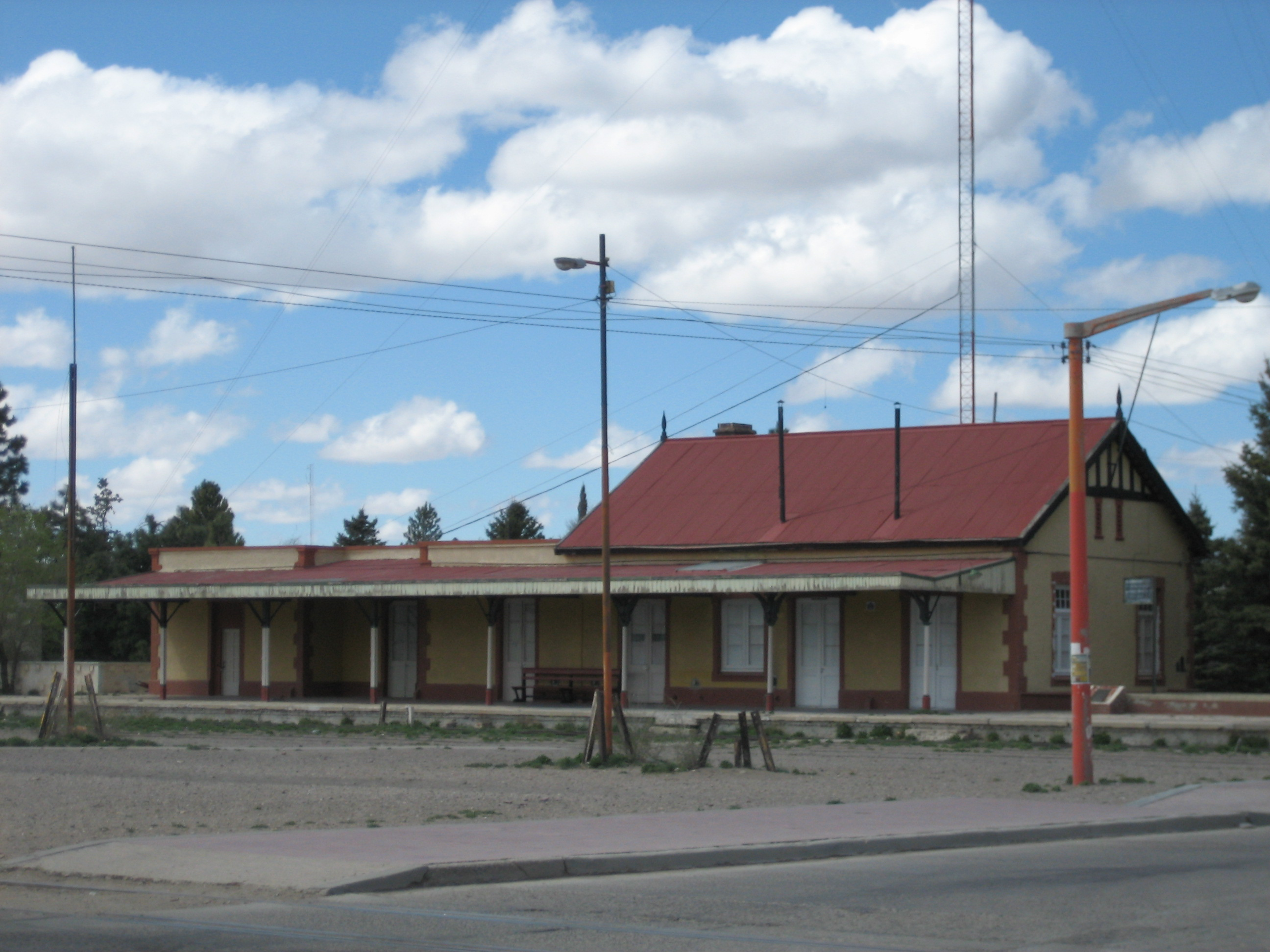
Estación Zapala
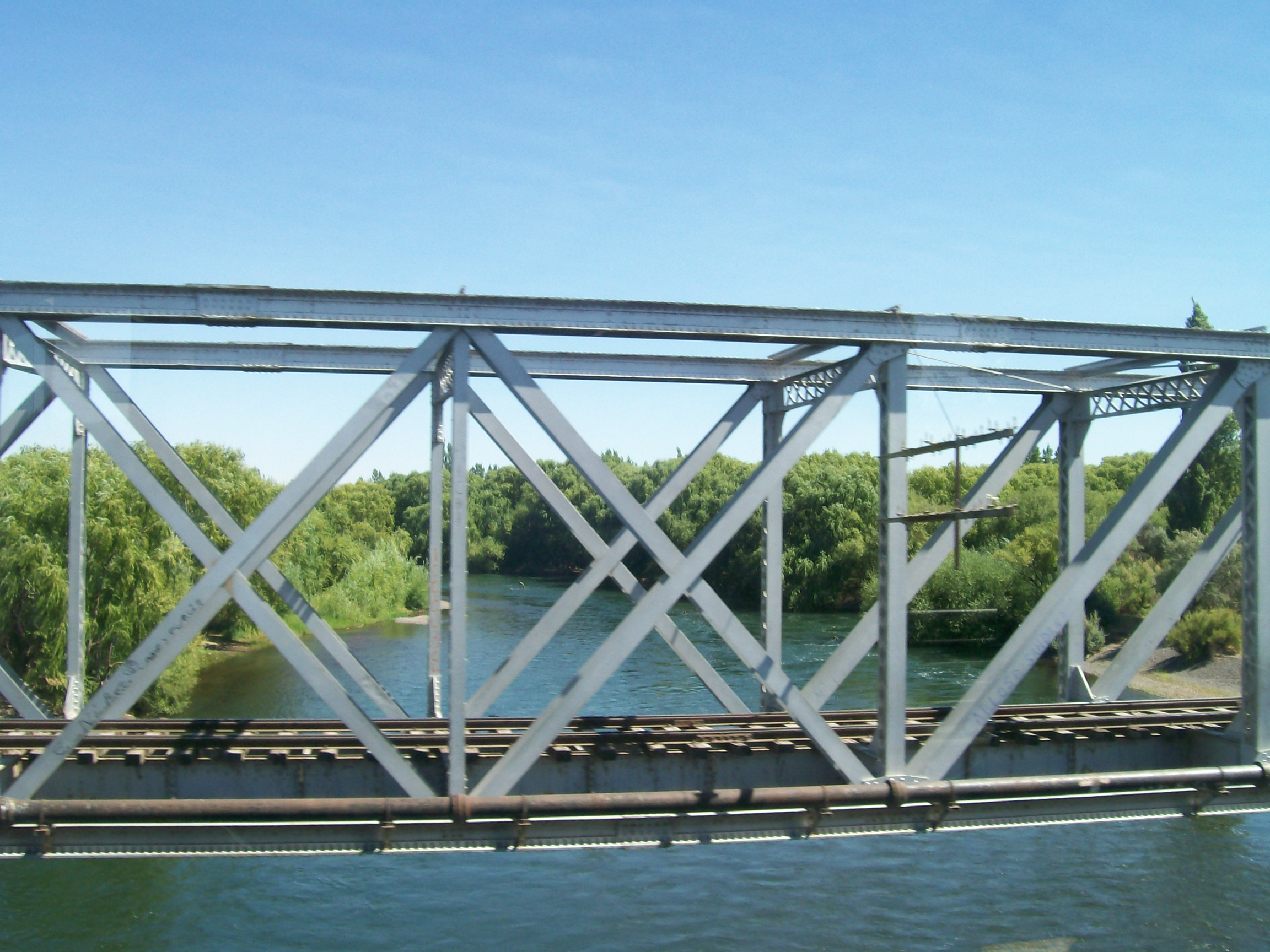
Vista del puente ferroviario que cruza el río Neuquén entre la ciudad de Neuquén y Cipolletti.
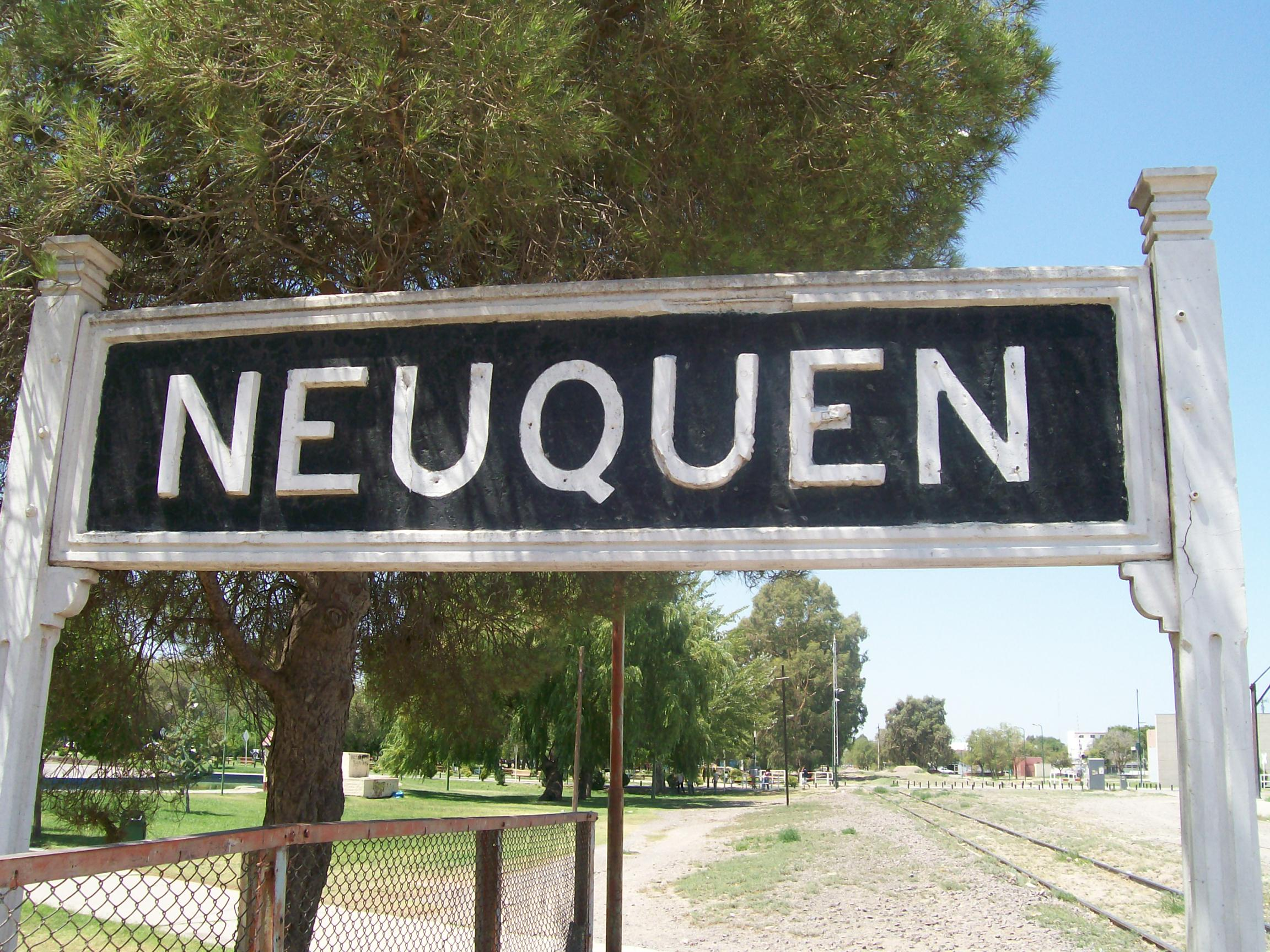
Estación Neuquén
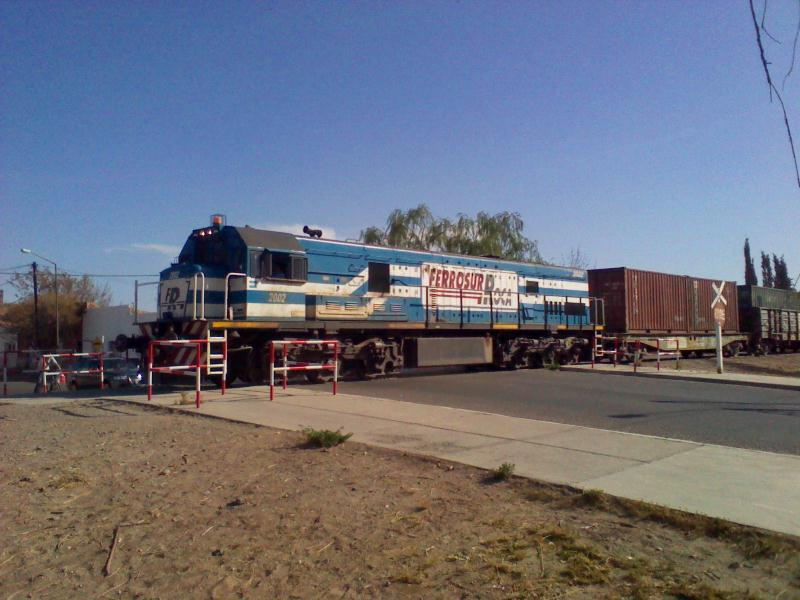
Ferrocarril Ferrosur Roca en su paso por la ciudad de Neuquén, Argentina.
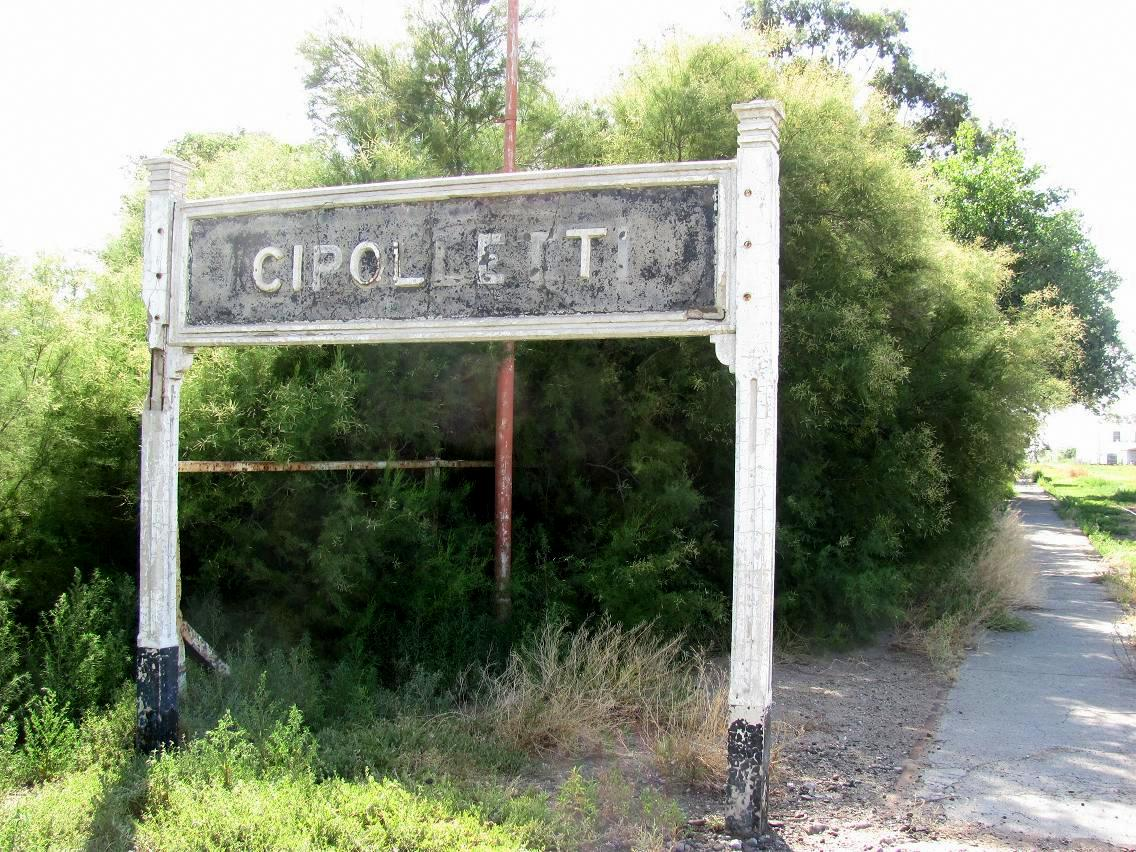
Estación Cipolletti